# Джонс, Дэвид Рамп
Дэвид Рамп Джонс (David Rumph Jones) (5 апреля 1825 – 15 января 1863) — американский военачальник, генерал армии Конфедерации во время Американской гражданской войны.

## Ранние годы
Джонс родился в Южной Каролине, в городе Оринджберг. После своего брака с Сарой Тейлор, дочерью бригадного генерала Джозефа Тейлора, он стал родственником президента Закари Тейлора, кузеном Джефферсона Дэвиса и Ричарда Тейлора. В 1842 году он поступил в военную академию Вест-Пойнт, которую окончил 41-м по успеваемости в знаменитом выпуске 1846 года. Тейлора определили во 2-й пехотный полк во временном звании второго лейтенанта. Он участвовал в Мексиканской войне: в осаде Веракруса, сражениях при Серро-Гордо, Контрерас и Чурубуско. 20 августа 1847 года он получил временное звание первого лейтенанта за Контерас и Чурубуско.
7 мая 1849 года ему было присвоено звание первого лейтенанта регулярной армии. В 1851—1853 годах он преподавал в Вест-Пойнте пехотную тактику.

## Гражданская война
Джонс уволился из рядов армии США в феврале 1861 года и в июне вступил в армию Конфедерации в звании бригадного генерала (17 июня). Его бригада вошла в состав Потомакской армии генерала Борегара и приняла участие в первом сражении при Булл-Ран как 3-я бригада Потомакской армии:
- 17-й миссисипский полк Уинфилда Фетерстона
- 18-й миссисипский полк Эрасмуса Бёрта
- 5-й южнокаролинский полк Мики Дженкинса
- Рота Н 30-го вирджинского кавполка (Джоэл Флуд)
- Артиллерийская рота Меррита Миллера

Во время сражения бригада охраняла брод Мак-Лин и оказалась в стороне от боевых действий. Весной 1862 года Джонс командовал бригадой в дивизии Джона Магрудера. Во время Семидневной битвы Магрудер стал командовать трехдивизионным «отрядом», в Джонс возглавил дивизию, состоящую из бригад Тумбса и Андерсона. Эта дивизия была активно задействована в сражении при Малверн-Хилл, где штурмовала позиции федеральной дивизии генерала Морелла.
Когда в июле Магрудер был переведен на запад, Джонс стал постоянным командиром дивизии. Во время Северовирджинской кампании дивизия числилась в составе крыла (корпуса) генерала Лонгстрита и состояла из бригад Тумбса, Дрейтона и Андерсона. Во время второго сражения при Бул-Ране дивизия участвовала во фланговой атаке Лонгстрита и штурмовала позиции северян на холме Чинн-Ридж.
Во время Мэрилендской кампании дивизия Джонса выросла до 6 бригад из-за включения в её состав бригад Кемпера, Пикетта и Дженкинса. 6 сентября дивизия вошла в Мэриленд, встала лагерем у Фредерика, а 10 сентября отправилась на восток, прошла Бунсборо и Хагерстаун и 12 сентября встала лагерем у Хагерстауна. 14 сентября пришло известие о наступлении Потомакской армии, поэтому Джонс оставил бригаду Тумбса в Хагерстауне, а остальные бригады отправил на усиление генерала Дэниеля Хилла, который оборонял ущелья в Южных горах. 14 сентября дивизия приняла участие в сражении в Южных горах: бригады Дженкинса, Кемпера и Гарнетта (Пикетта) вели бои в ущелье Тернера, а бригады Андерсона и Дрейтона — в ущелье Фокса.
После сражения Джонс отвел свою дивизию к Шарпсбергу, где ему было приказано удерживать правый фланг позиций Северовирджинской армии.
Утром 17 сентября началось сражение при Энтитеме. Основная нагрузка пришлась на левый фланг армии, поэтому бригады Джонса начали перебрасывать на усиление этого фланга. В 08:30 ушла бригада Андерсона, затем бригада Гарнетта. Около 10:00 IX федеральный корпус начал штурм моста, который защищала бригада Тумбса. В 13:00 мост был взят. В 14:30 на помощь Джонсу подошла дивизия Эмброуза Хилла. В 15:00 северяне начали общую атаку позиций Джонса, и 15:30 начали их теснить и ворвались на улицы Шарпсберга, но затем попали под фланговый удар дивизии Хилла и отступили.
В Южных горах и под Шарпсбергом дивизия Джонса потеряла 1 435 человек, из них 178 убитыми, 979 ранеными и 278 пропавшими без вести. Основной урон пришелся на бригаду Дрейтона, которая потеряла 541 человека.
11 октября 1862 года Джонсу было присвоено звание генерал-майора.
Мэрилендская кампания подорвала здоровье генерала. У него осложнились проблемы с сердцем и он умер в Ричмонде в январе 1863 года. Его похоронили на кладбище Холливуд-Семетери. Дивизия была расформирована, её бригады распределили по дивизиям Мак-Лоуза и Худа (Худу достались бригады Дж. Т. Андерсона и Беннинга).